# Saint-Michel-sur-Meurthe
Saint-Michel-sur-Meurthe – miejscowość i gmina we Francji, w regionie Grand Est, w departamencie Wogezy.
Według danych na rok 1990 gminę zamieszkiwało 1 797 osób, a gęstość zaludnienia wynosiła 116 osób/km² (wśród 2335 gmin Lotaryngii Saint-Michel-sur-Meurthe plasuje się na 232. miejscu pod względem liczby ludności, natomiast pod względem powierzchni na miejscu 320.).